# Kasolite
La kasolite (simbolo IMA: Kso) è un minerale piuttosto raro della classe dei "silicati e germanati" con la composizione chimica Pb[UO2|SiO4] • H2O e quindi, chimicamente parlando, un silicato di piombo-uranile contenente acqua. Strutturalmente, la kasolite appartiene ai nesosilicati.

## Etimologia e storia
La kasolite è stata trovata per la prima volta in un campione minerale proveniente dalla miniera di Shinkolobwe (nota anche come miniera di Kasolo), una miniera di uranio e cobalto nella provincia dell'Alto Katanga della Repubblica Democratica del Congo, nota come Congo Belga al momento della scoperta. La prima descrizione fu fatta nel 1921 da Alfred Schoep, che chiamò il minerale con il nome della sua località tipo.
La struttura cristallina della kasolite è stata determinata per la prima volta nel 1963 da A.M. Huynen, J. Piret-Meunier e M. Van Meerssche. Due anni dopo seguì una pubblicazione indipendente della struttura decodificata della kasolite da parte di V.I. Mokeeva con i parametri della cella leggermente diversi e corretti.
Il campione tipo del minerale è conservato presso il Museo nazionale di storia naturale di Francia (Parigi) con il numero di catalogo 121.287.

## Classificazione
Nell'obsoleta ottava edizione della sistematica minerale di Strunz, la kasolite apparteneva alla classe dei minerali dei "silicati e germanati" e lì alla sottoclasse dei "neso-subsilicati" (famiglia dei silicati uranilici), dove insieme a boltwoodite, cuprosklodowskite, sklodowskite, uranofane e uranophane-β formava il "Gruppo dell'uranofane (β-uranophane)" con il sistema nº VIII/A'.14.
Nella Sistematica dei lapis (Lapis-Systematik) di Stefan Weiß, che si basa ancora su questa vecchia edizione di Strunz per rispetto dei collezionisti privati e delle collezioni istituzionali, al minerale è stato assegnato il sistema e il numero di minerale VIII/B.34-80. In questa Sistematica ciò corrisponde alla divisione "Nesosilicati con anioni non tetraedri" e ai gruppi VIII/B.34-38 in cui i nesosilicati uranilici con [UO2]2+-[SiO4]4- e simili sono elencati. Qui, insieme a boltwoodite, cuprosklodowskite, natroboltwoodite, oursinite, sklodowskite, uranofane e uranophane-β, la kasolite forma un gruppo indipendente ma senza nome.
La 9ª edizione della sistematica minerale di Strunz, valida dal 2001 e aggiornata dall'Associazione Mineralogica Internazionale (IMA) fino al 2024 classifica la kasolite nella categoria "9.A Nesosilicati". Tuttavia, questo viene ulteriormente suddiviso in base all'eventuale presenza di anioni aggiuntivi e alla coordinazione dei cationi coinvolti o dei complessi anionici predominanti nel composto, in modo che il minerale possa essere trovato nella suddivisione "9.AK Neso- e polisilicati di uranile" in base alla sua composizione, dove può essere trovata insieme a boltwoodite, natroboltwoodite, uranofane-α, uranophane-β il "gruppo uranofane-kasolite" con il sistema nº 9.AK.15.
Anche la sistematica dei minerali secondo Dana, che viene utilizzata principalmente nel mondo anglosassone, classifica la kasolite nella classe dei "silicati e germanati" e lì nella sottoclasse dei "nesosilicati: gruppi SiO4 e altri anioni di cationi complessi"; la si trova insieme a boltwoodite, cuprosklodowskite, natroboltwoodite, oursinite, sklodowskite, swamboite-(Nd), uranofane e uranofane-β, con i quali forma il "gruppo delle uranofane" con il sistema nº 53.03.01 all'interno della suddivisione "Nesosilicati: gruppi SiO4 e altri anioni di cationi complessi con (UO2)".

## Chimica
La composizione chimica idealizzata (teorica) della kasolite Pb(UO2)(SiO4)·H2O nella forma di ossido è costituita da una frazione di massa (% in peso) del 38,00% in peso di monossido di piombo (PbO), del 45,98% in peso di diossido di uranio (UO2) , del 10,23% in peso di silice SiO2 e del 3,07% in peso di acqua H2O.
Tuttavia, l'analisi del minerale naturale proveniente dalla località tipo, la miniera di Shinkolobwe, ha rivelato una diversa composizione del 36,2% in peso di monossido di piombo, del 49,28% in peso di triossido di uranio (UO3), del 29,42% in peso di silice e del 3,59% in peso di acqua, nonché di additivi aggiuntivi di 0,41% in peso di ossido ferrico (Fe2O3), 0,03% in peso di ossido di magnesio (MgO), 0,06% in peso di ossido di calcio (CaO) e 0,85% in peso di anidride carbonica (CO2).

## Abito cristallino
La kasolite cristallizza nel sistema monoclino nel gruppo spaziale P21/c (gruppo nº 14) con i parametri reticolari a = 13,24 Å, b = 6,94 Å, c = 6,70 Å e β = 104°20' e 4 unità di formula per cella unitaria.
I gruppi uranilici formano una struttura stratificata con i tetraedri SiO4, in modo che lo ione uranile abbia una coordinazione pentagonale-bipiramidale degli atomi di ossigeno. Questi strati di "silicato di uranile" sono collegati tra loro dagli atomi di piombo. Ogni atomo di piombo coordina quattro atomi di ossigeno silicato e un atomo di ossigeno uranilico. Due atomi di piombo sono legati tra loro tramite due diversi atomi di silicato-ossigeno. Inoltre, i quattro atomi di silicato-ossigeno hanno ciascuno una coordinazione diversa. Un atomo di ossigeno silicato coordina due atomi di piombo, il secondo coordina due atomi di uranio, il terzo coordina un atomo di piombo e un atomo di uranio e il quarto coordina due atomi di uranio e un atomo di piombo.

## Proprietà
La kasolite è considerata molto radioattiva a causa del suo contenuto di uranio fino al 40,6%. Tenendo conto delle proporzioni degli elementi radioattivi nella formula molecolare idealizzata e dei successivi decadimenti della serie di decadimento naturale, viene data un'attività specifica di 72,5 kBq/g per il minerale (per confronto, il potassio naturale possiede un'attività specifica di 0,0312 kBq/g). Il valore citato può variare in modo significativo a seconda del contenuto minerale e della composizione degli stadi, ed è anche possibile l'arricchimento selettivo o l'arricchimento dei prodotti di decadimento radioattivo che modificano l'attività.
La kasolite può essere sciolta dagli acidi.

## Origine e giacitura
La kasolite si forma come prodotto di ossidazione dall'uraninite nella zona di alterazione dei minerali di uranio primario. Oltre all'uraninite, possono essere presenti anche curite, dewindtite, rutherfordine, sklodowskite e torbernite come minerali di accompagnamento.
Essendo una formazione minerale piuttosto rara, la kasolite può essere abbondante in vari siti, ma nel complesso non è molto comune. Finora sono stati documentati circa 200 siti per la kasolite in tutto il mondo a partire dal 2020. Oltre alla sua località tipo, la miniera di Shinkolobwe (nota anche come miniera di Kasolo), dove sono stati trovati anche cristalli particolarmente grandi fino a un centimetro di lunghezza; qui è stata trovata associata a torbernite, curite, soddyite, renardite, schoepite. Il minerale è stato trovato anche nella miniera principale di Kambove, Swambo Hill e nella miniera di Luiswishi nella provincia di Haut-Katanga. È stato trovato anche nella provincia di Lualaba nel giacimento di uranio-rame di Kalongwe e nella miniera di Musonoi vicino a Kolwezi, nota per la sua ricchezza mineraria, nella miniera a cielo aperto di cobalto e rame di Kamoto-Oliveira-Virgule (KOV) vicino a Kamoto e nella miniera di Kasompi (anche miniera di Menda).
In Italia la kasolite è stata rinvenuta presso il ghiacciaio della Brenva in Val d'Aosta, a Ca' Mondei, nei pressi di Montescheno nel Verbano-Cusio-Ossola, ad Arcu su Linnarbu vicino a Capoterra (provincia di Cagliari) e nella miniera S'Acqua Bona a Fluminimaggiore (provincia del Sud Sardegna) e infine nel Trentino Alto-Adige (a Bocenago, Borgo Chiese, Canal San Bovo e Daone).
In Germania, la kasolite è stata finora trovata nelle miniere di Michael vicino a Reichenbach (Lahr/Schwarzwald) e Clara vicino a Oberwolfach nel circondario dell'Ortenau, nonché in diverse miniere nelle vicinanze di Wittichen nel distretto di Rottweil e Menzenschwand (ad esempio la cava di Krunkelbach) nel distretto di Waldshut nel Baden-Württemberg, vicino a Riedhof nel comune di Miltach e in diverse miniere nel Wölsendorfer distretto minerario in Baviera, il giacimento di uranio di Bühlskopf vicino a Ellweiler e nelle miniere di rame Katharina I e Katharina II vicino a Imsbach in Renania-Palatinato. Tuttavia, i migliori ritrovamenti qualitativamente di kasolite in Germania provengono dal Prospect 5 a Tirpersdorf nel Vogtland.
In Austria, la kasolite è stata finora rinvenuta solo nei Paselstollen vicino a Böckstein nella valle di Gastein, così come vicino a Bramberg am Wildkogel e Hollersbach im Pinzgau nel Salisburghese e vicino a Heiligenblut am Großglockner in Carinzia.
In Svizzera, il minerale è stato finora trovato principalmente nel Canton Vallese, più precisamente in diversi siti nel distretto di Saint-Maurice (a Emosson, Plex e Salvan), ma anche presso l'Alplistock nel comune bernese di Guttannen, sulla Mürtschenalp nel Canton Glarona e nel giacimento di uranio di Boitses vicino a Lavey-Morcles nel Canton Vaud.
Altre località sono sparse in tutto il mondo.

## Forma in cui si presenta in natura
La kasolite di solito sviluppa cristalli tabulari-prismatici allungati a forma di lamelle o creste lungo l'asse {\displaystyle b}, di solito non più di pochi millimetri di lunghezza con una lucentezza da vitrea a debolmente diamantata sulle superfici. Tuttavia, si presenta anche sotto forma di aggregati minerali radiali o a forma di rosetta, nonché croste gommose e masse compatte e terrose. A seconda della forma di formazione, il minerale, che è da trasparente a opaco, è di colore da giallo ocra a giallo-brunastro, raramente da giallo limone a verde o rosso-arancio, ma lascia uno striscio da giallo brunastro chiaro a giallo pallido sulla mattonella.